# Divodurum Mediomatricorum
Divodurum Mediomatricorum (en grec antic Διουόδουρον) era el nom llatí de la ciutat de Metz, i capital dels mediomàtrics, un poble de la Gàl·lia Belga que posseïa un territori que arribava fins al Rin en temps de Juli Cèsar. És l'única ciutat dels mediomàtrics que menciona Claudi Ptolemeu. L'Itinerari d'Antoní la situa a la via que va de Trèveris a Argentoratum (Estrasburg). La ciutat, que en temps de Cèsar s'anomenava només Divodurum, va prendre el nom del seu poble a partir d'Ammià Marcel·lí.
De la corrupció del darrer nom a Mettis, va derivar el nom Metz al segle v. En aquest moment és esmentada a Notitia Imperium com metròpoli de la província de Bèlgica primera (Belgica Prima). El nom vol dir "Plaça dels déus" (celta divo = déu, duro = mercat), però altres interpreten l'arrel "di", com a doble, perquè era a la unió del Mosel·la i el Seille.
L'any 70 els soldats de Vitel·li, que havien estat rebuts a la ciutat de manera amigable, sense cap motiu conegut van començar a matar als habitants que no van oposar resistència, i van provocar uns quatre mil morts, segons explica Tàcit.
Divodurum era un lloc important per la seva posició estratègica. Julià l'Apòstata després de la seva victòria sobre els alamans a Estrasburg va enviar el botí a la ciutat per posar-lo en seguretat. La ciutat va ser destruïda pels huns a mitjans del segle V (potser l'any 451), però es va recuperar i es va convertir en la capital del regne d'Austràsia.
A Metz no s'han trobar gairebé restes romanes però si a la rodalia: a Sablon un amfiteatre (potser més gran que el de Nimes), una naumàquia i uns banys. A Gorze i Jouy un aqüeducte.